# Canton de la Hague
Le canton de la Hague est une circonscription électorale française du département de la Manche créée par le décret du 25 février 2014 et entrée en vigueur lors des premières élections départementales suivant la publication du décret.

## Histoire
Un nouveau découpage territorial de la Manche entre en vigueur à l'occasion des élections départementales de 2015. Il est défini par le décret du 25 février 2014, en application des lois du 17 mai 2013 (loi organique 2013-402 et loi 2013-403). Les conseillers départementaux sont, à compter de ces élections, élus au scrutin majoritaire binominal mixte. Les électeurs de chaque canton élisent au conseil départemental, nouvelle appellation du conseil général, deux membres de sexe différent, qui se présentent en binôme de candidats. Les conseillers départementaux sont élus pour 6 ans au scrutin binominal majoritaire à deux tours, l'accès au second tour nécessitant 10 % des inscrits au 1er tour. En outre la totalité des conseillers départementaux est renouvelée. Ce nouveau mode de scrutin nécessite un redécoupage des cantons dont le nombre est divisé par deux avec arrondi à l'unité impaire supérieure si ce nombre n'est pas entier impair, assorti de conditions de seuils minimaux. Dans la Manche, le nombre de cantons passe ainsi de 52 à 27.
Le canton de la Hague est formé de communes des anciens cantons de Beaumont-Hague (19 communes) et d'Équeurdreville-Hainneville (1 commune). Il est entièrement inclus dans l'arrondissement de Cherbourg. Le bureau centralisateur est situé à Querqueville (ancienne commune incorporée depuis le 1er janvier 2016 à Cherbourg-en-Cotentin).

## Représentation
| Période élective | Période élective | Mandat | Mandat   | Identité          | Nuance | Nuance | Qualité |
| ---------------- | ---------------- | ------ | -------- | ----------------- | ------ | ------ | --- |
| 2015             | 2021             | 2015   | 2021     | Yveline Druez     |        | DVG    | Conseillère en politique territoriale de jeunesse Maire de La Hague (2017-2020) Maire déléguée d'Urville-Nacqueville (2017-2020) Maire d'Urville-Nacqueville (2001-2016) |
| 2015             | 2021             | 2015   | 2021     | Jean-Paul Fortin  |        | DVG    | Retraité, Beaumont-Hague |
| 2021             | 2028             | 2021   | en cours | Jean-Marc Frigout |        | DVG    | Infirmier libéral, conseiller municipal de La Hague |
| 2021             | 2028             | 2021   | en cours | Nathalie Madec    |        | DVG    | Aide médico-psychologique, ancienne adjointe au maire de Querqueville |

### Résultats détaillés

#### Élections de mars 2015
À l'issue du 1er tour des élections départementales de 2015, deux binômes sont en ballottage : Yveline Druez et Jean-Paul Fortin (DVG, 28,47 %) et Marie Kirchner et Jean-Michel Maghe (DVD, 24,06 %). Le taux de participation est de 51,72 % (6 658 votants sur 12 873 inscrits) contre 50,67 % au niveau départemental et 50,17 % au niveau national.
Au second tour, Yveline Druez et Jean-Paul Fortin (DVG) sont élus avec 58,34 % des suffrages exprimés et un taux de participation de 48,77 % (3 406 voix pour 6 278 votants et 12 873 inscrits).

#### Élections de juin 2021
Le premier tour des élections départementales de 2021 est marqué par un très faible taux de participation (33,26 % au niveau national). Dans le canton de la Hague, ce taux de participation est de 32,21 % (4 123 votants sur 12 800 inscrits) contre 32,67 % au niveau départemental. À l'issue de ce premier tour, deux binômes sont en ballottage : Yveline Druez et Jean-Michel Gautier (DVG, 44,81 %) et Jean-Marc Frigout et Nathalie Madec (DVG, 41,97 %).
Le second tour des élections est marqué une nouvelle fois par une abstention massive équivalente au premier tour. Les taux de participation sont de 34,36 % au niveau national, 32,63 % dans le département et 35 % dans le canton de la Hague. Jean-Marc Frigout et Nathalie Madec (DVG) sont élus avec 51,35 % des suffrages exprimés (2 162 voix pour 4 482 votants et 12 804 inscrits),,.

## Composition
Lors de sa création, le canton de la Hague comprenait vingt communes.
À la suite de la création de la commune de Cherbourg-en-Cotentin par fusion de cinq communes au 1er janvier 2016, puis à la création de la commune de La Hague par fusion de dix-neuf communes au 1er janvier 2017, le canton est désormais composé d'une commune entière et d'une fraction de commune.
| Nom                              | Code Insee | Intercommunalité | Superficie (km2) | Population (dernière pop. légale)               | Densité (hab./km2) | Modifier                                    |
| -------------------------------- | ---------- | ---------------- | ---------------- | ----------------------------------------------- | ------------------ | ------------------------------------------- |
| La Hague (bureau centralisateur) | 50041      | CA du Cotentin   | 148,68           | 11 444 (2022)                                   | 77                 | modifier les données · modifier les données |
| Cherbourg-en-Cotentin            | 50129      | CA du Cotentin   | 68,54            | Fraction : 4 956 (2022) Commune : 78 028 (2022) | 1 138              | modifier les données · modifier les données |
| Canton de la Hague               | 5014       |                  |                  | 16 400 (2022)                                   |                    | modifier les données                        |

## Démographie
En 2022, le canton comptait 16 400 habitants, en évolution de −2,96 % par rapport à 2016 (Manche : −0,31 %, France hors Mayotte : +2,11 %).
| 2013   | 2018   | 2022   |
| ------ | ------ | ------ |
| 16 938 | 16 484 | 16 400 |